# Xaver Steifensand
Franz Xaver Steifensand (né le 9 janvier 1809 à Kaster, mort le 6 janvier 1876 à Düsseldorf) est un graveur sur cuivre et acier, dessinateur et illustrateur allemand.

## Biographie
Xaver Steifensand apprend le métier d'imprimeur et de graveur sur cuivre dans l'atelier d'impression sur cuivre Schulgen-Bettendorff (de) à Bonn. Son professeur là-bas est avant tout un imprimeur de plaques sur cuivre, les plaques qu'il produit sont rarement de nature artistique. Pour sa solide formation artistique, Steifensand entre à l'âge de 21 ans à l'académie des beaux-arts de Düsseldorf, d'abord dans la classe préparatoire de Karl Ferdinand Sohn, puis dans la classe de gravure de son beau-frère Joseph von Keller,  puis il entre dans la classe de maître de Wilhelm von Schadow. Il reçoit une formation complémentaire auprès de Jakob Felsing à Darmstadt. 

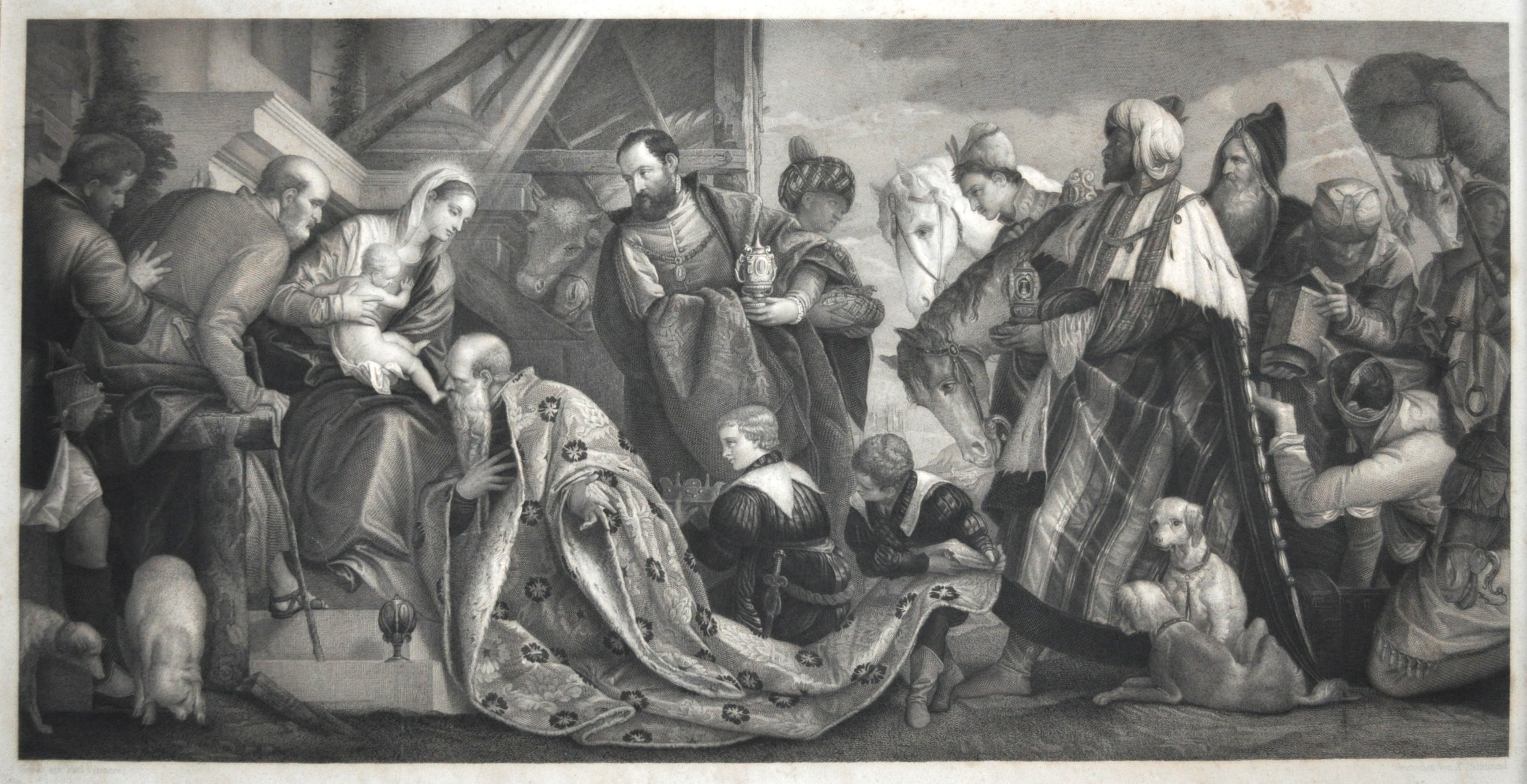
L'Adoration des Mages, 1873, d'après Véronèse.

Il achève sa première œuvre majeure en 1844 avec la gravure sur acier L'Orage d'après Jakob Becker, qui est largement diffusée par l'Association d'art pour la Rhénanie et Westphalie (de) et rend en même temps célèbre le jeune artiste. 